# Marijan Culjak
Marijan Culjak (Mihovljan, 3. kolovoza 1954.) hrvatski je katolički svećenik i spisatelj.

## Životopis
Osnovnu školu završio je u rodnom Mihovljanu, a Nadbiskupsku klasičnu gimnaziju u Zagrebu. Na Katoličkome bogoslovnom fakultetu u Zagrebu diplomirao je teologiju. Nakon ređenja bio je kapelan u Orehovici i Zajezdi i župnik u Tomašici i Zaboku. Bavi se likovnom stvaralaštvom i pisanjem, zauzeti je društveni djelatnik i član niza kulturnih udruga i društava.

## Djela
- Susret s prijateljem (2011.)[1]
- Razgovor s prahom i pepelom (2015.)[2]
- Poziv na drugu obalu (2013.)[3]
- Pjesme za dušu (2010.)[4]
- Noć svjetlom obasjana (2019.)[5]
- Jadranska svitanja (2017.)[6]
- Iz noći u zoru (2021.)[7]

## Nagrade i priznanja
- Povelja Grada Zaboka